# Mister Internacional 2012
Mister Internacional 2012 foi a 13ª edição do concurso de beleza masculino de Mister Internacional. O Mister Internacional 2011 do Brasil coroou o sétimo Mister Internacional em 24 de Novembro de 2012, Ali Hammoud do Líbano. O evento contou com a participação de trinta e oito candidatos disputando o título na Tailândia. 

## Resultados

### Colocação
| Colocação               | País e Candidato |
| Vencedor                | - Líbano - Ali Hammoud |
| 2º. Lugar               | - Singapura - Ron Teh |
| 3º. Lugar               | - Eslovênia - Marko Šobot |
| 4º. Lugar               | - Brasil - Ricardo Magryno |
| 5º. Lugar               | - Eslováquia - Ján Haraslín |
| (TOP 10) Semifinalistas | - Coreia do Sul - Kim Doyeop - França - Guillaume Reynel - Indonésia - Rizal Al Idrus - Malásia - Evan Siau - Turquia - Mert Ciftci                      |
| (TOP 16) Semifinalistas | - China - Gao Ximin - Itália - Francesco Basile - Macedônia - Gjorgi Filipov - Sérvia - Luka Raco - Tailândia - Piyanat Sujarit - Venezuela - Gary Pinha |

### Premiações Especiais
- Houve as seguintes premiações especiais este ano:

| Premiação           | País e Candidato              |
| Mister Simpatia     | - Tailândia - Piyanat Sujarit |
| Mister Fotogenia    | - Itália - Francesco Basile   |
| Melhor Traje Típico | - Vietnã - Đỗ Bá Đạt          |
| Best Body           | - Líbano - Ali Hammoud        |

### Premiações Secundárias
- Houve as seguintes premiações secundárias este ano:

| Premiação         | País e Candidato               |
| Most Stylish      | - Sérvia - Luka Raco           |
| Mister Internet   | - Indonésia - Rizal Al Idrus   |
| Thailand Favorite | - Singapura - Ron Teh          |
| Most Handsome     | - Líbano - Ali Hammoud         |
| Mister Dream      | - Ucrânia - Alexander Sabadosh |

### Ordem dos Anúncios
| 1. França 2. Turquia 3. Tailândia 4. Malásia 5. Brasil 6. Eslovênia 7. Venezuela 8. Singapura 9. Líbano 10. Eslováquia 11. Itália 12. Sérvia 13. Coreia do Sul 14. China 15. Macedônia 16. Indonésia | 1. Turquia 2. Eslováquia 3. Malásia 4. França 5. Líbano 6. Eslovênia 7. Coreia do Sul 8. Indonésia 9. Brasil 10. Singapura |  |

## Candidatos
Participaram desta edição: 
| - Austrália - James Mathieson - Bahamas - Pedro Mejias - Bélgica - Joshua Vanfraeyenhoven - Brasil - Ricardo Magryno - Canadá - Jason Mesah - China - Gao Ximin - Colômbia - Reinel Vergara - Coreia do Sul - Kim Doyeop - Costa Rica - Jorge Suarez - Eslováquia - Ján Haraslín - Eslovênia - Marko Šobot - Espanha - Miguel Arce - Estados Unidos - Aaron Weiner | - Filipinas - Mark John Gutoman - França - Guillaume Reynel - Grã-Bretanha - Sukhraj Hayer - Haiti - Yves Moise Conséant - Índia - Opangtongdang Jamir - Indonésia - Rizal Al Idrus - Irlanda - James Murphy - Itália - Francesco Basile - Líbano - Ali Hammoud - Macedônia - Gjorgi Filipov - Malásia - Evan Siau - Nova Zelândia - Sai Constantine | - Portugal - Bruno da Cunha - República Dominicana - Anthony Santana - República Tcheca - Robert Anderle - Sérvia - Luka Raco - Singapura - Ron Teh - Sri Lanka - Dimitri Dolapihilla - Suécia - Andreas Ahlberg - Tailândia - Piyanat Sujarit - Turquia - Mert Ciftci - Ucrânia - Alexander Sabadosh - Venezuela - Gary Pinha - Vietnã - Đỗ Bá Đạt |

## Ligações Externas
- Site do Concurso

- Página no Facebook

- Histórico no Pageantopolis (em inglês)